# Boussac (Aveyron)
 Boussac  (en occitano Bossac) es una población y comuna francesa, situada en la región de Mediodía-Pirineos, departamento de Aveyron, en el distrito de Rodez y cantón de Baraqueville-Sauveterre.

## Demografía
| 640 | 633 | 612 | 558 | 465 | 415 | 510 |
| Para los censos de 1962 a 1999 la población legal corresponde a la población sin duplicidades (Fuente: INSEE [Consultar]) |     |     |     |     |     |     |